# ハニー・ウェスト
ハニー・ウェスト（英: Honey West）は、夫婦の著作家チームであるグロリアとフォレストのフィックリング夫妻が「G・G・フィックリング」のペンネームで産み出した架空の人物で、夫妻による11篇のミステリー小説に登場する。
このキャラクターは、フィクションにおいて人気を得た最初期の女性私立探偵の1人である点が注目に値する。1957年の小説『This Girl for Hire』に初登場し、1960年代半ばに一旦完結するまで9作の小説に登場し、1970年代には更に2篇の小説で復活した。

## 概要
フォレスト・フィックリングは第二次世界大戦中はアメリカ陸軍航空軍の機上射手であった。戦後はアメリカ海兵隊予備役に加わり、朝鮮戦争中には現役隊員として召集された。共同ペンネームのG・G・は、1949年に結婚した妻のグロリア・ゴートラウドのイニシャルに由来する。著者の性別が曖昧なままになるよう、イニシャルのペンネームが使用された。グロリアはほとんどの執筆はフォレストによるものだと語っているが、フォレストは彼女のアイデアが女性のキャラクターに説得力を持たせるのに役立ち、優れたファッションセンスを与えたと述べている。グロリアはルック誌のファッション編集アシスタントで、ウィメンズ・ウェア・デイリーのファッション・ライターであった。フォレストはロサンゼルス・タイムズ紙に、「私は最初にマリリン・モンローのことを考え、次に（架空の探偵）マイク・ハマーのことを考え、2人を組み合わせることにしました...我々は真に人に好かれ、最もよく使われる名前はハニーだと思いました。そして彼女は西部に住んでいるので、苗字はウェストになりました。」と述べている。

## 原典

### 小説
- 1957年 『This Girl for Hire』
  - （邦訳）『ハニー貸します』（1966年、翻訳: 宇野輝雄 早川書房 全国書誌番号:66010572 ASIN B000JAA0AG）
- 1958年 『Girl on the Loose』
  - （邦訳）『ハニー誘拐事件を追う』（1966年、翻訳: 村上博基 早川書房 全国書誌番号:66009900 ASIN B000JAA55Q）
- 1958年 『A Gun for Honey』
  - （邦訳）『ハニーよ銃をとれ』（1966年、翻訳: 平井イサク 早川書房 全国書誌番号:66011238 ASIN B000JA9VB0）
- 1959年 『Honey in the Flesh』
  - （邦訳）『ハニーと連続殺人』（1966年、翻訳: 平井イサク 早川書房 全国書誌番号:66010567 ASIN B000JAA0BU）
- 1959年 『Girl on the Prowl』
  - （邦訳）『Gストリングのハニー』（1967年、翻訳: 平井イサク 早川書房 全国書誌番号:67013620 ASIN B000JA6K8W）
- 1960年 『Kiss for a Killer』
  - （邦訳）『ハニーに死の接吻』（1966年、翻訳: 田中小実昌 早川書房 全国書誌番号:66010708 ASIN B000JA9Z8Y）
- 1960年 『Dig a Dead Doll』
  - （邦訳）『ハニーは闘牛がお好き』（1966年、翻訳: 泉真也 早川書房 全国書誌番号:66010695 ASIN B000JA9ZCK）
- 1961年 『Blood and Honey』
  - （邦訳）『血とハニー』（1966年、翻訳: 矢野徹 早川書房 全国書誌番号:66012756 ASIN B000JA9KMK）
- 1964年 『Bombshell』
  - （邦訳）『ハニー、ナチスに挑戦!』（1968年、翻訳: 川口正吉 早川書房 全国書誌番号:68014946 ASIN B000JA3GRU）
- 1971年 『Honey on her Tail』
- 1972年 『Stiff as a Broad』

### 短編
- 「The Red Hairing」（Mike Shayne Mystery Magazine、1965年6月）

## 他の作家による公認作品

### 小説
- 2014年 『A Girl and Her Cat』 -  ウィン・スコット・イカート（英語版）、マシュー・ボー

### 短編・短編集
- 「Seer Sucker」 - ウィル・マレー（英語版）（Honey West Commemorative Edition、2011年）
- 2014年 『Honey West: Honey for Hire』 - ジョー・ジェンティーレ（英語版）、フェルナンド・フェレイロ、エド・ゴーマン（英語版）、メル・オドム（英語版）、ウィル・マレー、トリナ・ロビンズ、C・J・ヘンダーソン（英語版）、マイク・ブラック（編集: ナンシー・ホールダー）[4]
  - 「Bruce」
  - 「Faith」
  - 「Naked Truth」
  - 「Most Dangerous Honeys」
  - 「Cat's Paw in Heat」
  - 「Number One with a Bullet」
  - 「The Education of Honey West」
  - 「Thunder Kiss」

## 他のメディア

### テレビドラマ
このキャラクターは、アン・フランシスとジョン・エリクソンが主演し、アーロン・スペリングがエグゼクティブ・プロデューサーを務めた、1965年から66年までの全30話と短命に終ったABCのテレビドラマのベースにもなった。

### コミック
ゴールドキー・コミックスは1966年6月に単発でコミック版ハニー・ウェストを出版した。2010年8月、ムーンストーン・ブックスはトリナ・ロビンス、シンシア・マーティンによるコミックブックシリーズ『ハニー・ウェスト』の刊行を開始した。他の作家にはエレーン・リーとロン・サットンがいた。シリーズは19巻まで続いた。その後2種類の限定版、単巻の「Honey West and Kolchak」（2013年）、全2巻の「Honey West and The Cat」（2013年）が出た。

### オーディオ
2011年、AudioComics Companyはムーンストーン・ブックスと連携して、エレーン・リーとロン・サットンの3部構成のミニシリーズ「Murder on Mars」をフルキャストのオーディオドラマとして脚色するプランを発表した。オーディオブック・ナレーターのキャリントン・マクダフィーがハニーとして主演したオーディオドラマはCD版とデジタル・ダウンロード版が2012年4月にリリースされた。

### 映画化
リース・ウィザースプーンをハニー・ウェスト役に起用した映画化の企画が話題となったが、実現はしなかった。